# 帕塔达
帕塔达（義大利語：Pattada），是意大利萨萨里省的一个市镇。总面积165.08平方公里，人口3313人，人口密度20.1人/平方公里（2009年）。ISTAT代码为090055。